# Josiah Wedgwood (baron)
Josiah Clement Wedgwood, 1. baron Wedgwood DSO, znany także jako Josiah Wedgwood IV (ur. 16 marca 1872 w Barlaston w hrabstwie Staffordshire, zm. 26 lipca 1943 w Londynie), brytyjski polityk, członek Partii Liberalnej, a następnie Partii Pracy, minister w pierwszym rządzie Ramsaya MacDonalda.

## Kariera wojskowa i początki kariery politycznej
Był synem Clementa Wedgwooda i Emily Catherine Rendel, córki inżyniera Jamesa Meadowsa Rendela. Wykształcenie odebrał w Clifton College oraz w Royal Naval College w Greenwich. Następnie rozpoczął pracę w fabryce. W latach 1895–1896 był asystentem konstruktora okrętów w Portsmouth. Po wybuchu II wojny burskiej w 1899 r. wstąpił do armii i w stopniu kapitana dowodził baterią Królewskiej Artylerii Polowej. Po zakończeniu wojny pozostał w południowej Afryce.
Po powrocie do Wielkiej Brytanii Wedgwood wystartował w wyborach parlamentarnych 1906 r. z ramienia Partii Liberalnej. Wygrał wybory w okręgu Newcastle-under-Lyme i zasiadł w Izbie Gmin. W latach 1910–1918 był również członkiem rady hrabstwa Staffordshire. W tym czasie zdystansował się od Partii Liberalnej z powodu braku rządowego poparcia dla reformy ziemskiej i równouprawnienia kobiet.
W okresie I wojny światowej służył w Ochotniczej Rezerwie Royal Navy, gdzie dosłużył się rangi komandora-porucznika. Wkrótce jednak powrócił do wojsk lądowych. Walczył we Francji w 1914 r. oraz w kampanii dardanelskiej w 1915 r. Za postawę podczas desantu na Cape Helles otrzymał Order Wybitnej Służby. Następnie powrócił na krótko do pracy parlamentarnej, by w stopniu kapitana zostać później przydzielonym do sztabu generała Jana Smutsa w Afryce Wschodniej. W 1916 r. został członkiem Mesopotamia Commission of Inquiry. W tym samym roku objął dowodzenie nad kompanią karabinów maszynowych w 2 południowoafrykańskiej Brygady Piechoty. W 1917 r. został awansowany do stopnia pułkownika.

## Partia Pracy
Wedgwood wygrał wybory parlamentarne 1918 r., w których wystartował jako niezależny radykał. W 1919 r. został członkiem Partii Pracy. W 1921 r. został wiceprzewodniczącym klubu parlamentarnego laburzystów. Sprzeciwiał się nałożeniu reparacji wojennych na Niemcy oraz działaniom brytyjskim w Palestynie. W 1920 r. przewodniczył komisji Partii Pracy i Kongresu Związków Zawodowych na Węgrzech, która zwróciła uwagę na represje osób podejrzanych o sympatie komunistyczne przez nowe węgierskie władze. Wedgwood wspierał również uchodźców, którzy przybyli do Wielkiej Brytanii, szczególnie anarchistów ze Związku Radzieckiego. Popierał również ruch niepodległościowy w Indiach.
W pierwszym rządzie laburzystowskim w 1924 r. Wedgwood otrzymał stanowisko Kanclerza Księstwa Lancaster. Później został głównym komisarzem przemysłowym. Był również przewodniczącym komisji rządowej, która miała za zadanie zbadać możliwość zastosowania Emergency Powers Act przeciwko strajkowi pracowników transportu. Wegdwood krytykował rządowe projekty rozbrojenia Wielkiej Brytanii i udzielenia pożyczki Związkowi Radzieckiemu.
Po upadku rządu na jesieni 1924 r. Wedgwood stał się krytykiem lidera laburzystów Ramsaya MacDonalda. Nie otrzymał stanowiska w drugim rządzie Partii Pracy sformowanym w 1929 r. W tym czasie poświęcił się pracy naukowej. Napisał książkę o deputowanych z hrabstwa Staffordshire od XIII w. do I wojny światowej oraz dwa tomy biografii XV-wiecznych deputowanych do Izby Gmin. W latach 30. był krytykiem polityki appeasementu oraz ograniczeń migracji Żydów do Palestyny. Po wybuchu II wojny światowej wstąpił do Home Guard. W 1941 r. wygłosił cykl wykładów w Stanach Zjednoczonych. W 1942 r. otrzymał tytuł 1. barona Wedgwood i zasiadł w Izbie Lordów. Zmarł rok później.

## Rodzina
W 1894 r. poślubił swoją kuzynkę, Ethel Kate Bowen (1869–1952), córkę Charlesa Bowena, barona Bowen, i Emily Frances Rendel, córki Jamesa Rendela. Żona porzuciła go w 1913 r. Rozwód nastąpił w roku 1919. Josiah i Ethel mieli razem dwóch synów i pięć córek:
- Helen Bowen Wedgwood (1895–1981), żona Michaela Pease'a, miała dzieci
- Rosamund Wedgwood (1896–1960)
- Francis Charles Bowen Wedgwood (20 stycznia 1898 - 22 kwietnia 1959), 2. baron Wedgwood
- Josiah Wedgwood V (20 października 1899 - 18 maja 1968)
- Camilla Hilegarde Wedgwood (25 marca 1901 - 17 maja 1955)
- Elizabeth Julia Wedgwood (1907–1993)
- Gloria Wedgwood (ur. 1909)

Drugą żoną Wedgwooda została w 1919 r. Florence Ethel Willett (1878 - 1969). Małżonkowie nie mieli razem dzieci.